# Tampon! (magazine)
Tampon! est un magazine annuel français spécialisé dans le rugby, appartenant au groupe So Press.
Tampon! est publié une fois par an, en février, à l'occasion du tournoi des Six Nations. Tous les quatre ans, lors des années de coupe du monde de rugby à XV, un hors-série est publié en septembre. Le premier numéro a été publié à l'occasion de la coupe du monde 2015.
Le contenu du magazine reprend la formule de son aîné So Foot : portraits et interviews de joueurs et entraîneurs français et internationaux, reportages sur les clubs, articles sur l'histoire du rugby, ainsi que quelques rubriques décalées et humoristiques,.
Le rédacteur en chef est Antoine Mestres, également journaliste à Society.